# Litton (Somerset)
Litton – wieś w Anglii, w hrabstwie Somerset, w dystrykcie (unitary authority) Somerset. Leży 18 km na południe od miasta Bristol i 173 km na zachód od Londynu. W 2001 miejscowość liczyła 230 mieszkańców.